# Josep Sàbat i Ribera
Josep Sàbat i Ribera (Balaguer, Noguera, 1833 - Barcelona, Barcelonès, 1911) va ésser un propietari que, dins la Unió Catalanista, fou designat delegat a l'Assemblea de Manresa (1892).